# 15 (영화)
《15》(15: The Movie)는 싱가포르에서 제작된 로이스톤 탠 감독의 2003년 영화이다. 숀 탠 등이 주연으로 출연하였고 에릭 쿠 등이 제작에 참여하였다.

## 출연

### 주연
- 숀 탠

## 배급
싱가포르에서 2003 싱가포르 국제 영화제에서 초연되었다. 2003년, 캐나다의 몬트리올 세계 영화제, 영국의 런던 영화제에 초연되었다. 2004년 미국 선댄스 영화제, 오스트레일리아의 시드니 영화제에서 초연되었다. 이 영화는 2005년 4월 13일 뉴욕시에 첫 미국 극장 개봉하였다.